# Korunní pevnůstka Olomouc
Het Korunní pevnůstka Olomouc (Duits: Kronenfestung) is een kroonwerk gebouwd als onderdeel van de verdedigingswerken van Olomouc en diende als de belangrijkste toegang tot de Tsjechische stad. Het kroonwerk werd gevormd door een vijfpuntig bastion (nr. 24) geflankeerd door twee halfbastions (nr. 23 en 25), op het terrein zijn een barok kruithuis, het torso van een in empirestijl gebouwde wachtpost en twee 19e-eeuwse militaire artillerie-arsenalen. Tegenwoordig wordt Korunní pevnůstka gebruikt voor verschillende culturele acties (o.a. Beerfest Olomouc), zijn er twee musea (Pevnost poznání en Muzeum Olomoucké pevnosti) en is er een amfitheater. Sinds 1958 is het Korunní pevnůstka Olomouc samen met de nabijgelegen ravelijn nr. 27 beschermd als cultureel monument (kulturní památka).

## Geschiedenis
Met de bouw van Korunní pevnůstka werd in 1754 aangevangen op de plek waar tot dan toe het dorp Závodí lag. De bouw van het kroonwerk zelf zou twee jaar duren. In de tweede helft van de 19e eeuw werden er op het terrein twee gebouwen bijgebouwd. Ook de tuinen van de kanunnik bevonden zich op het terrein.
Na het annuleren van de vestingstad-status van Olomouc, bleef het kroonwerk in het bezit van het leger, tegelijkertijd deed het dienst als plek waar de inwoners van Olomouc hun was lieten drogen. In 1945 werd het kroonwerk voor civiel gebruik gesloten en ging het leger het gebruiken als opslagplaats. In 1967 is op het noordelijke deel van het terrein een deel van de Botanická zahrada Olomouc (Botanische tuin Olomouc) aangelegd. Tegen het einde van de 20e eeuw heeft het leger het Korunní pevnůstka aan de stad geschonken die het terrein sinds 2002 verhuurde aan een bouwbedrijf. In februari 2008 is het kroonwerk door de stad verkocht aan het Muzeum Olomoucké pevnosti, z.s., die datzelfde jaar begon met restauratiewerkzaamheden.

## Galerij

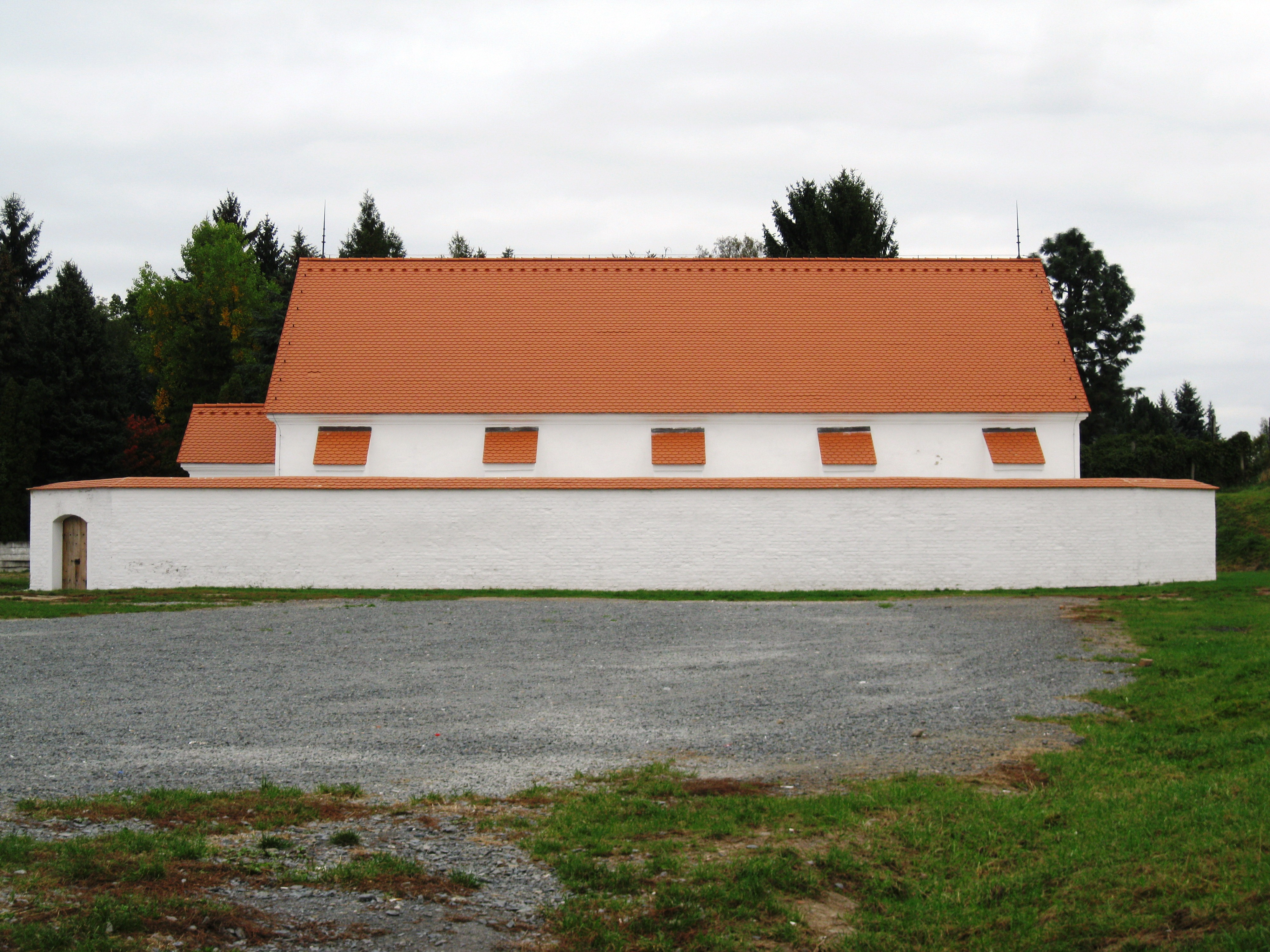
Het barokke kruidhuis waar het Muzeum Olomoucké pevnosti gevestigd is.
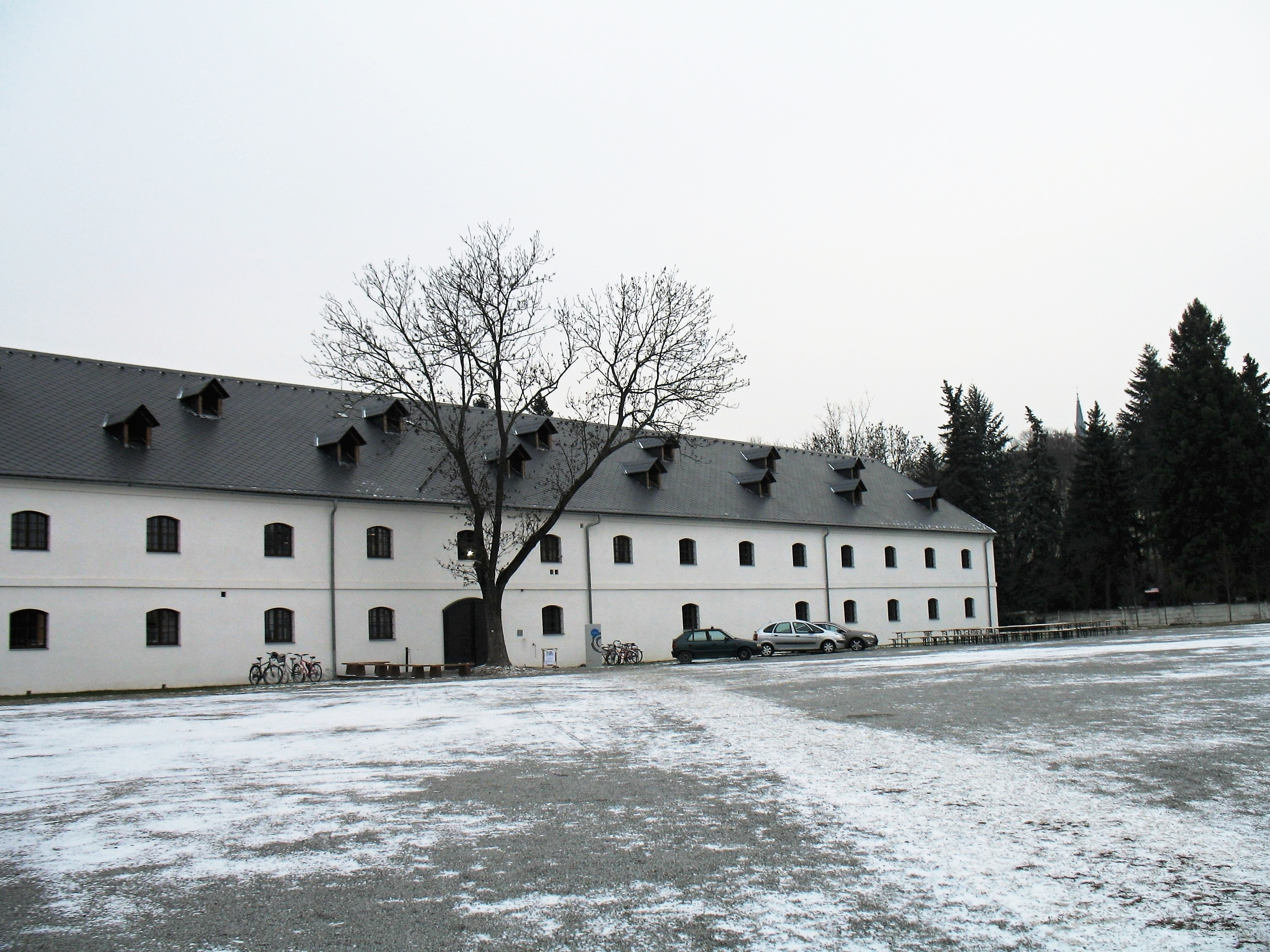
Het grote artillerie-arsenaal waar Pevnost poznání gevestigd is.
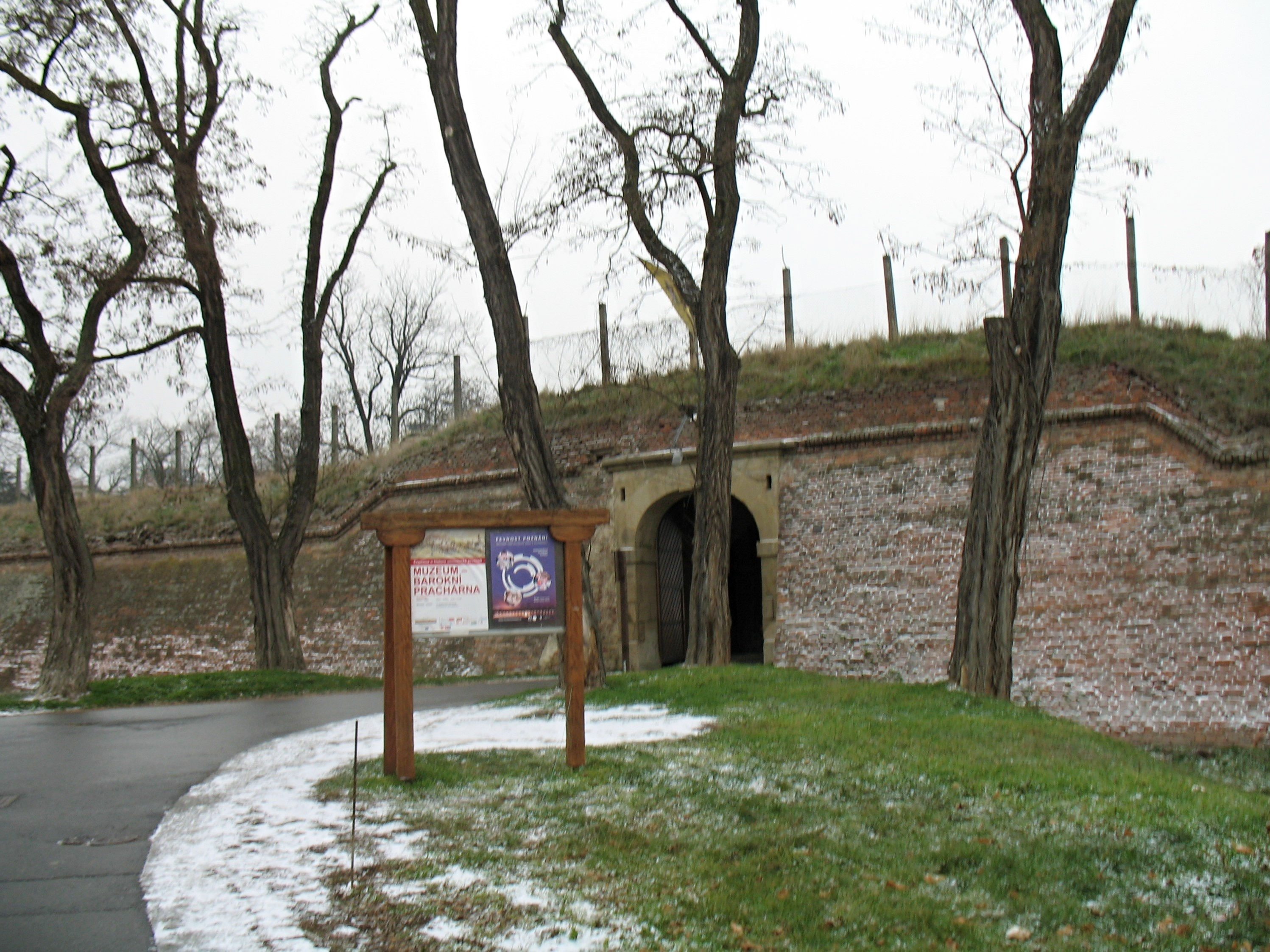
De toegangspoort tot het kroonwerk.
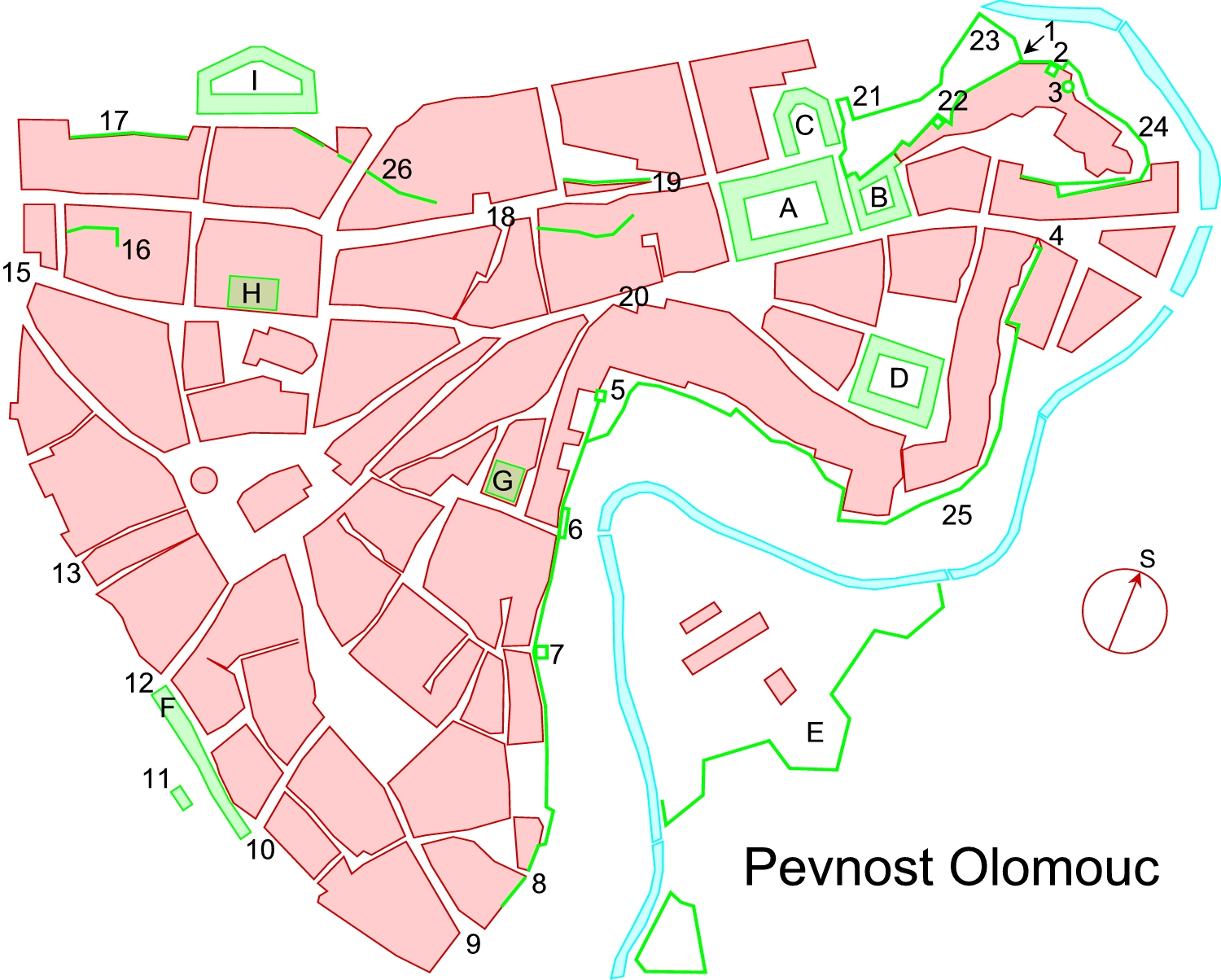
Kaart van de Vesting Olomouc met het kroonwerk (E).